# Porsche Cayman
Pour les articles homonymes, voir Cayman.
Ne pas confondre avec Porsche 718 Cayman
 (septembre 2023).
Si vous disposez d'ouvrages ou d'articles de référence ou si vous connaissez des sites web de qualité traitant du thème abordé ici, merci de compléter l'article en donnant les références utiles à sa vérifiabilité et en les liant à la section « Notes et références ».
La Porsche Cayman est un modèle d'automobile sportive produit par le constructeur automobile allemand Porsche depuis 2005 sur la base de la Porsche Boxster. Elle a eu droit à une deuxième génération, présente depuis 2013. Elle a été au fil du temps déclinée en plusieurs versions : S, R, GTS et GT4, privilégiant plus ou moins la sportivité et les performances.

## Première génération (Type 987)

### Cayman

#### Caractéristiques
Les moteurs 6-cylindres à plat des modèles Cayman bénéficient du « VarioCam Plus », un système de calage variable de l’admission et de la levée des soupapes. Il permet d’optimiser le couple dans la plage des bas régimes et d’augmenter la puissance à régime élevé, tout en réduisant la consommation. Le flat-6 de la Cayman puise sa puissance de 245 ch (180 kW) ou 265 ch (195 kW) après le restylage de 2009, d’une cylindrée de 2,7 litres (2,9 litres après 2009). Il atteint un couple maximal de 273 N m (300 N m après 2009).
En version d’origine, la Cayman est équipée d’une boîte de vitesses mécanique à cinq rapports. En option, elle peut recevoir le Pack Sport qui propose une boîte mécanique à six rapports au réglage plus sportif et le Porsche Active Suspension Management, ou une boîte automatique Tiptronic S (en option) à cinq rapports avec commandes au volant.
La boîte Tiptronic S réagit presque sans coupure de puissance. Le passage des rapports se fait précisément en 0,2 seconde. L’activation du Pack Sport Chrono optionnel rend le passage des rapports encore plus sportif. En mode manuel, il empêche également le passage automatique au rapport supérieur.
En fonction du style et de la situation de conduite ainsi que du mode choisi (« Normal » ou « Sport »), la régulation de la force d’amortissement se fait de façon active et permanente, individuellement sur chaque roue.
Un aileron intégré se déploie à partir de 120 km/h pour augmenter l'appui sur l’essieu arrière.
En version d’origine, la Cayman est chaussée de jantes à branches doubles 17 pouces spécialement dessinées pour elle.

#### Le Porsche Active Suspension Management (PASM)
Des capteurs évaluent les mouvements normaux de roulis de la carrosserie, comme on peut les rencontrer en forte accélération, en décélération ou sur revêtements irréguliers. Ils traitent également les différents signaux tels que l’accélération transversale, l’angle de braquage, la pression de freinage et le couple moteur. Ces valeurs sont analysées par le boîtier PASM, qui identifie alors la conduite et régule l’amortissement en fonction du mode choisi, « Normal » ou « Sport ».
Selon le style et la situation de conduite ainsi que le mode choisi (« Normal » ou « Sport »), la régulation de la force d’amortissement se fait de façon active et permanente, individuellement sur chaque roue.

#### Aménagements
Le coffre avant offre un volume de chargement de 150 litres, le compartiment à bagages arrière de 260 litres, soit un volume total de 410 litres.

### Cayman S

#### Caractéristiques
La Cayman S privilégie la puissance. Le flat-6 tire sa puissance de 295 ch (217 kW), ou 320 ch (235 kW) après le restylage de 2009, d’une cylindrée de 3,4 litres. Son couple maximal de 340 N m (370 N m après 2009) est disponible entre 4 400 et 6000tr/min. Le système VarioCam Plus optimise le couple dès les bas régimes et maximise la puissance à régimes élevés.
La Cayman S passe de 0 à 100 km/h en 5,4 secondes (5,2 après 2009) et peut atteindre une vitesse de pointe de 275 km/h.
En comparaison avec la version de base de la Cayman, on peut noter que la cylindrée passe de 2 687 à 3 387 cm3, il en résulte une augmentation de la puissance qui passe de 245 à 295 ch, et de la vitesse maximale : de 258 à 275 km/h.
Malgré une augmentation de 50 kg du poids de la voiture, la version S passe la barre des 100 km/h avec 0,5 seconde de moins que la version de base.
La Cayman S reçoit de série une boîte de vitesses mécanique à six rapports et en option une boîte Tiptronic S automatique à cinq rapports avec commandes au volant.

#### Design
Visuellement, la Cayman S se différencie du modèle de base par des lèvres de spoiler peintes dans la couleur de la carrosserie et une double sortie d’échappement. Les disques ajourés et ventilés sont plus grands que sur la Cayman classique. Les étriers monoblocs en aluminium à quatre pistons de la Cayman S sont peints en rouge.
La sportivité est soulignée par l’inscription « Cayman S » sur les baguettes de seuil de porte. Le volant, le levier de vitesse et le frein à main, les poignées de fermeture ainsi que les couvercles des vide-poches de portière et du coffre de rangement de la console centrale sont garnis de cuir.
En version d’origine, la Cayman S affiche des jantes de 18 pouces à cinq branches, inspirées du design des jantes Carrera GT. En option, les modèles Cayman peuvent recevoir des jantes de 19 pouces.

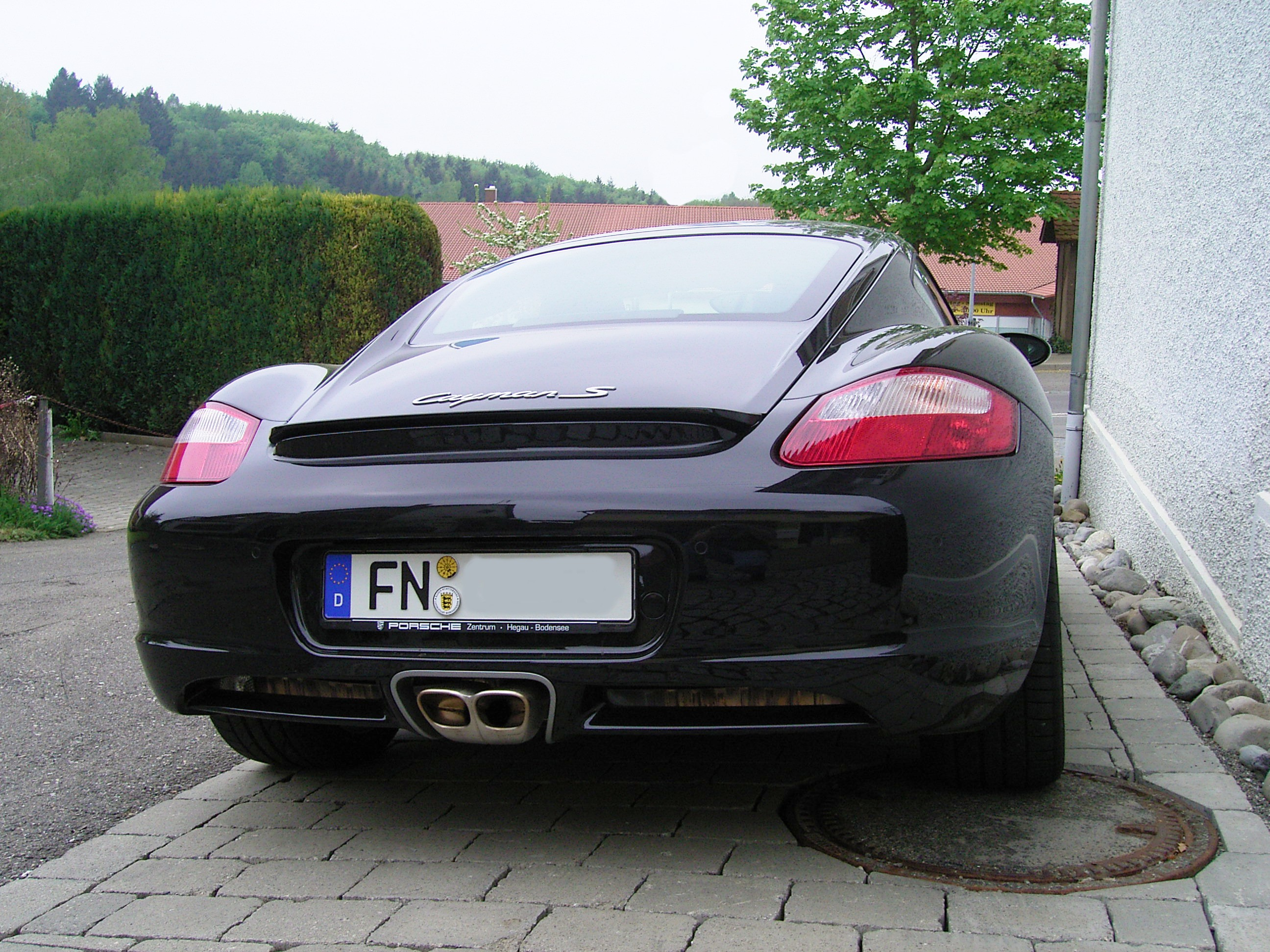
De dos : l'échappement double de la Cayman S.
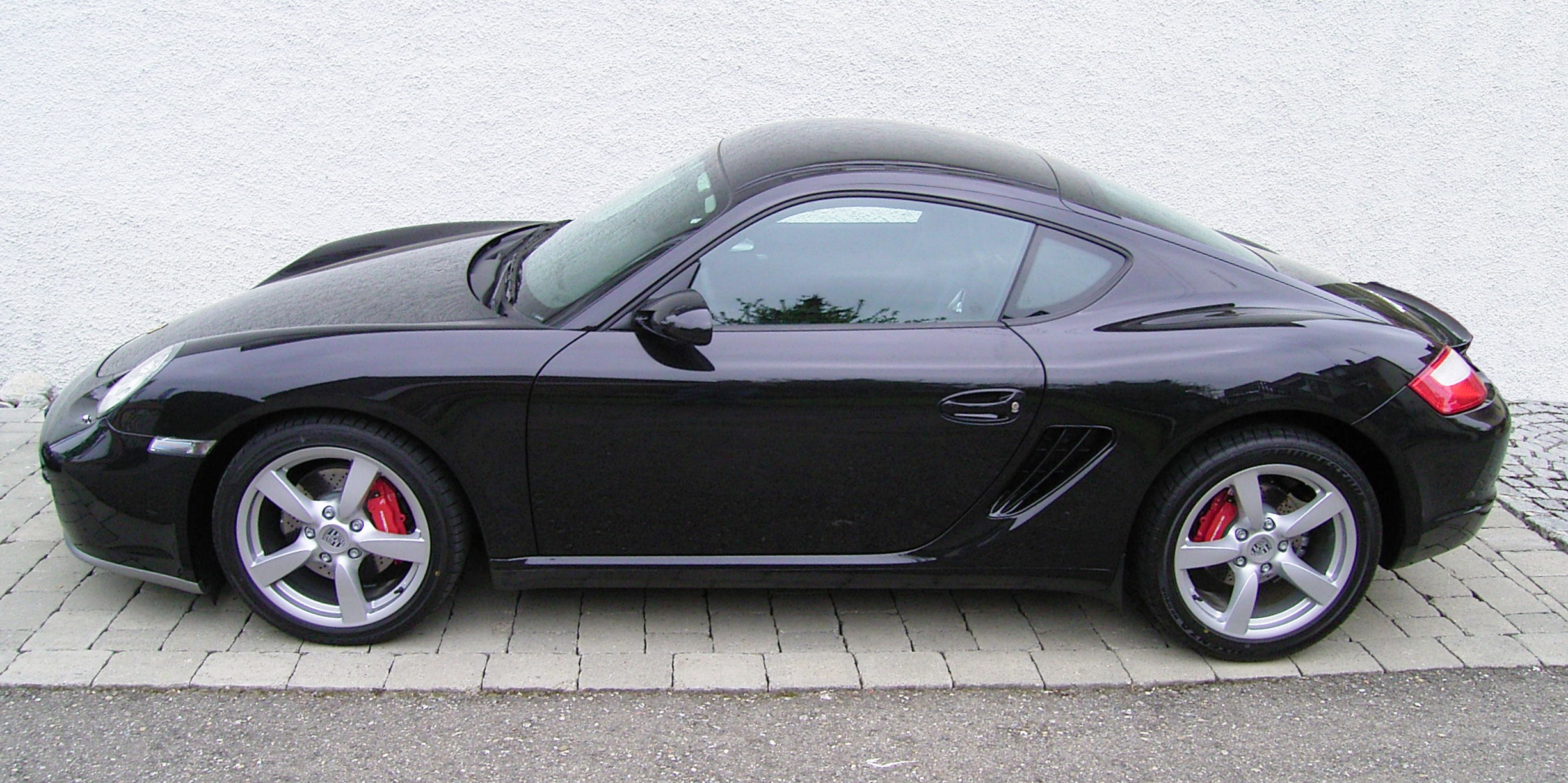
De profil : les jantes 18 pouces et les étriers peints en rouge de la version S.

#### Cayman S Design Edition
Commercialisée en novembre 2007, la Cayman S « Porsche Design Edition 1 » est une série limitée à 777 exemplaires. Il se distingue par 
- une couleur noire et trois bandes noires mates siglées « Porsche Design Edition 1 »
- des seuils de porte siglés « Porsche Design Edition 1 »
- un intérieur cuir noir avec des sièges siglés Porsche sur l'appui-tête
- des blocs optiques arrière rouges
- le volant sport trois branches, les leviers de vitesse et de frein à main ainsi que le ciel de toit revêtus d’Alcantara noir
- les cadrans du tableau de bord arborent un design directement inspiré de celui des chronographes Porsche Design
- un châssis abaissé de 10 mm
- des jantes Turbo 19 pouces avec des élargisseurs de voie de 5 millimètres
- le PASM de série

La Cayman S « Porsche Design Edition 1 » était livrée avec une mallette contenant des accessoires Porsche Design (un style, un porte-clef, des lunettes de soleil, un chronographe et un couteau de poche noir jusqu'à la lame). Il s'agit d'un hommage direct au studio de design Porsche Design et à ses célèbres chronographes. À noter qu'il existe également un Boxster S « Porsche Design Edition 2 » et un Cayenne S « Porsche Design Edition 3 ».

#### Cayman S Black Edition
La Cayman S est sortie en édition limitée à 500 exemplaires dans sa livrée noire sous le nom de "Black Edition". Elle présente des caractéristiques améliorées par rapport au Cayman S, soit approximativement les mêmes que la Cayman R. Elle est intégralement noire, y compris les jantes (19 pouces), les rétroviseurs, les sorties d'échappement.

#### Cayman S Sport

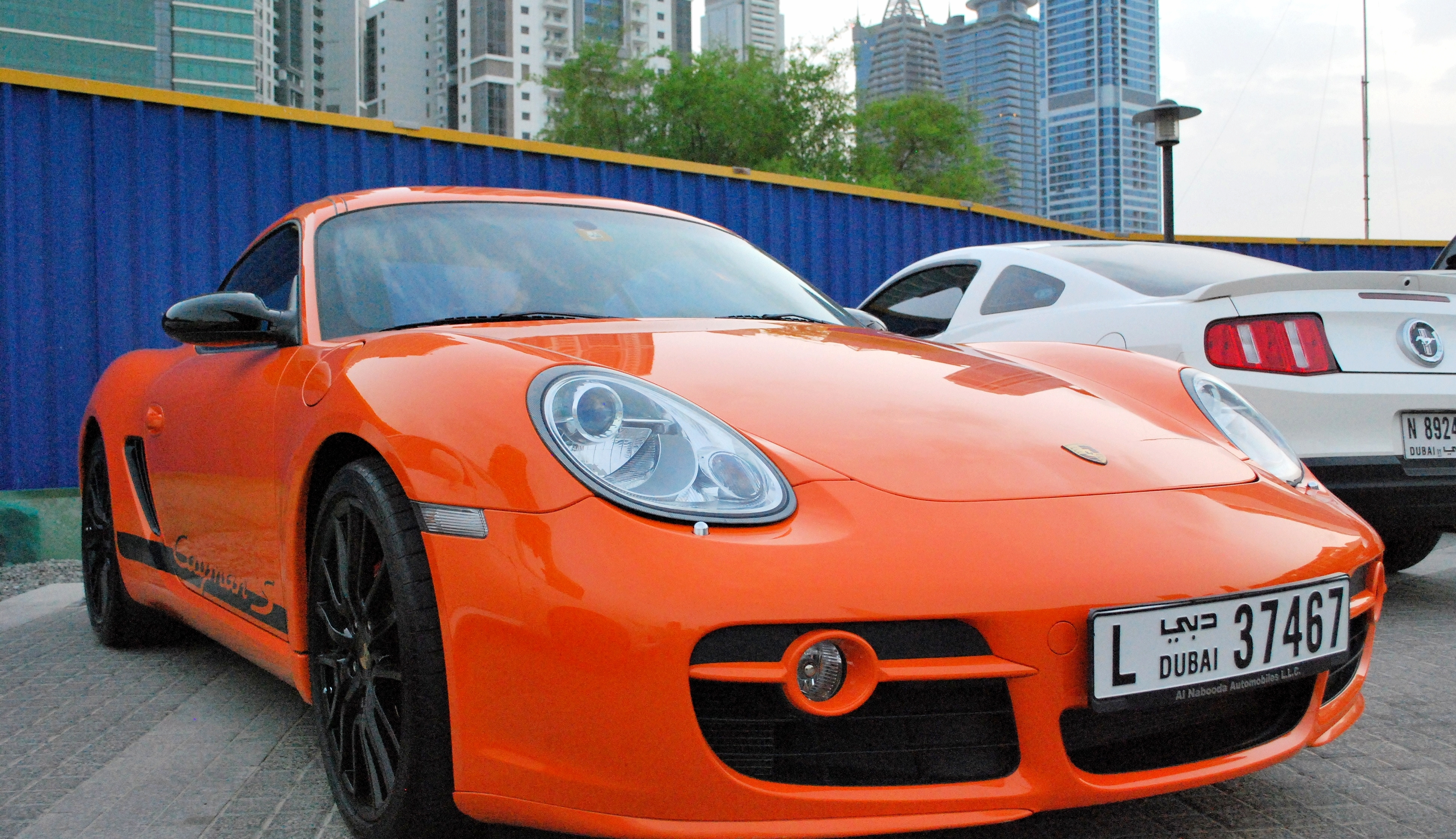
Porsche Cayman S Sport (2008-2009).

Une série spéciale de la Cayman S a été commercialisée à 700 exemplaires numérotés à partir de juillet 2008. Sur la base du moteur 3.4l, il  est équipé en série du PASM (Porsche Active Suspension Management), de phares Bi-Xénon, du Pack Chrono Sport et de l'échappement Sport qui porte la puissance à 303 chevaux.  L'aménagement intérieur est lui aussi amélioré : sièges "sport" et volant en alcantara. L'autre particularité de cette série limitée est d'offrir des livrées aux couleurs de Porsche Compétition : orange, vert et jaune. La Cayman S Sport est aussi disponible en rouge, blanc, noir et gris. Elle est siglée "Cayman S" sur les bas de caisse et possède une plaque numérotée fixée sur la boîte à gants.

### Cayman R
La Cayman R, apparue en 2011, est une version plus sportive et radicale de la Cayman S.

#### Caractéristiques
Par rapport à la Cayman S, elle gagne 10 ch, est allégée de 55 kg et abaissée de 20 mm. Le châssis est également modifié. Elle atteint ainsi 330 ch et 1 295 kg ce qui lui procure un meilleur rapport poids/puissance (3,9). Cette réduction de poids est obtenue entre autres par la suppression d'éléments de confort comme la radio, la climatisation ainsi que les porte-gobelets. L'utilisation de portières en aluminium, quant à elle, réduit le poids de 15 kg. Ses jantes 19" héritées de la Boxster sont également de conception allégée. Son aileron arrière noir est fixe, contrairement aux autres modèles de Cayman.
Sa consommation de carburant et ses rejets de CO2 sont également améliorés par rapport à la Cayman S, avec une consommation mixte de 9,7 L/100 km et 228 g/km de CO2.

#### Performances
Elle atteint les 100 km/h en 5,0 s (4,9 s avec le PDK) et sa vitesse maximale est de 282 km/h (280 km/h avec le PDK) ce qui en fait la Cayman la plus performante, égalant presque sa « grande sœur », la Porsche 911.

#### Design
Elle est peinte en vert Péridot de série et arbore une bande latérale noire comprenant l'inscription "Porsche", des rétroviseurs et sorties d'échappement noirs ainsi qu’un aileron fixe ce qui la rend immédiatement différentiable des autres versions de la Cayman.

## Seconde génération (Type 981)
La seconde génération de Porsche Cayman (type 981) se décline en quatre versions (Cayman, Cayman S, Cayman GTS et Cayman GT4). Présentée au salon de Los Angeles en novembre 2012, la Cayman deuxième génération est présente sur le marché depuis mars 2013.

### Cayman
Le modèle est disponible en version standard avec un moteur de 2,7 l, contre 2,9 l auparavant. Cette version est disponible avec une boîte manuelle à six rapports ou une boîte à double embrayage PDK à sept rapports, en option. La 981 possède une nouvelle carrosserie avec un empattement plus grand mais elle est toujours motorisée par un 6 cylindres à plat.
Elle dispose de 275 ch, soit 10 de plus que son prédécesseur malgré la baisse de cylindrée. Elle accélère de 0 à 100 km/h en 5,7 s, ou 5,4 s avec le pack Sport Chrono, et atteint une vitesse maximale de 266 km/h.
La consommation mixte est de 8,4 L/100 km ou 7,9 L/100 km avec la boîte PDK.
La Cayman Type 981 était à sa sortie disponible en France à partir de 53 345 €.
La Cayman sera restylée en 2016 et changera de nom. Elle s'appellera Cayman 718, en hommage au concept de 1957 présenté au Mans et recevra un moteur de 4 cylindres en même temps que la Boxster.

### Cayman S
Le modèle est motorisé par un six cylindres à plat de 3,4 L, comme la Cayman "de base", et disponible avec une boîte manuelle à six rapports ou une boîte à double embrayage PDK à sept rapports. Il dispose de 325 ch (soit 50 de plus que la Cayman de base), et accélère de 0 à 100 km/h en 5,0 s ou bien 4,7 avec le Pack Sport Chrono, et atteint une vitesse maximale de 283 km/h.
La consommation mixte est de 9,0 L/100 km ou bien 8,2 L/100 km avec la boîte PDK.
La Porsche Cayman S est disponible en France à partir de 66 470 € (mai 2015).

### Cayman GTS
La Cayman GTS a été lancée en 2014, en même temps que la Boxster GTS. Elle possède un moteur plus puissant de 15 ch par rapport à la version S, un nouveau kit de carrosserie, de nouvelles jantes 20 pouces, des phares bi-xénon ainsi qu'un nouveau système d'échappement. Le moteur délivre 340 ch, ce qui permet à la Cayman GTS d'abattre le 0 à 100 km/h en 4,9 s avec la boîte manuelle ou en 4,8 s avec la boîte PDK (4,6 s avec le Pack Sport Chrono), et d'atteindre une vitesse maximale de 285 km/h.
La consommation mixte est de 9,0 L/100 km et 8,2 L/100 km avec la boîte PDK.
La Porsche Cayman GTS est disponible en France à partir de 76 190 € (mai 2015).

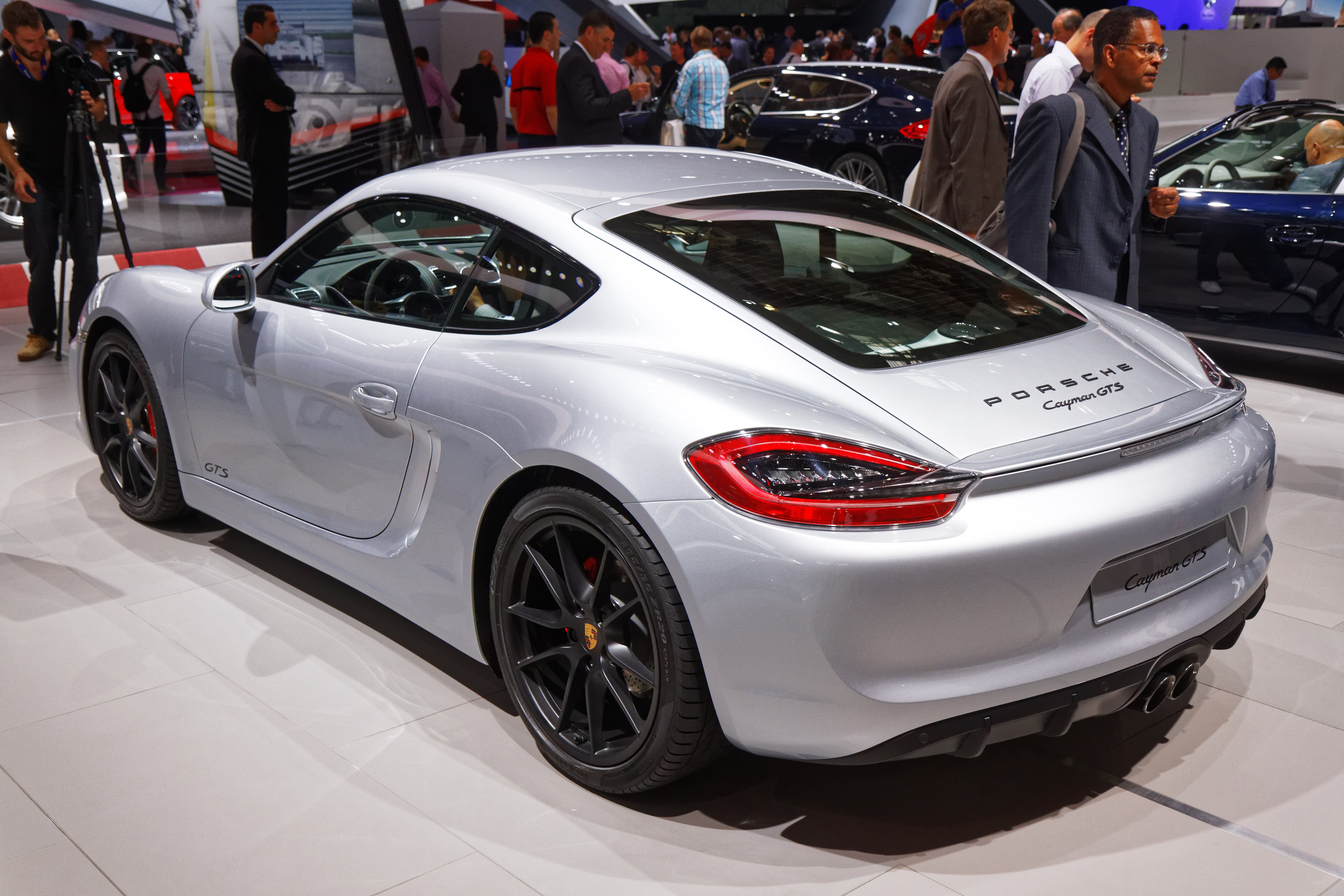
Porsche Cayman GTS

### Cayman GT4

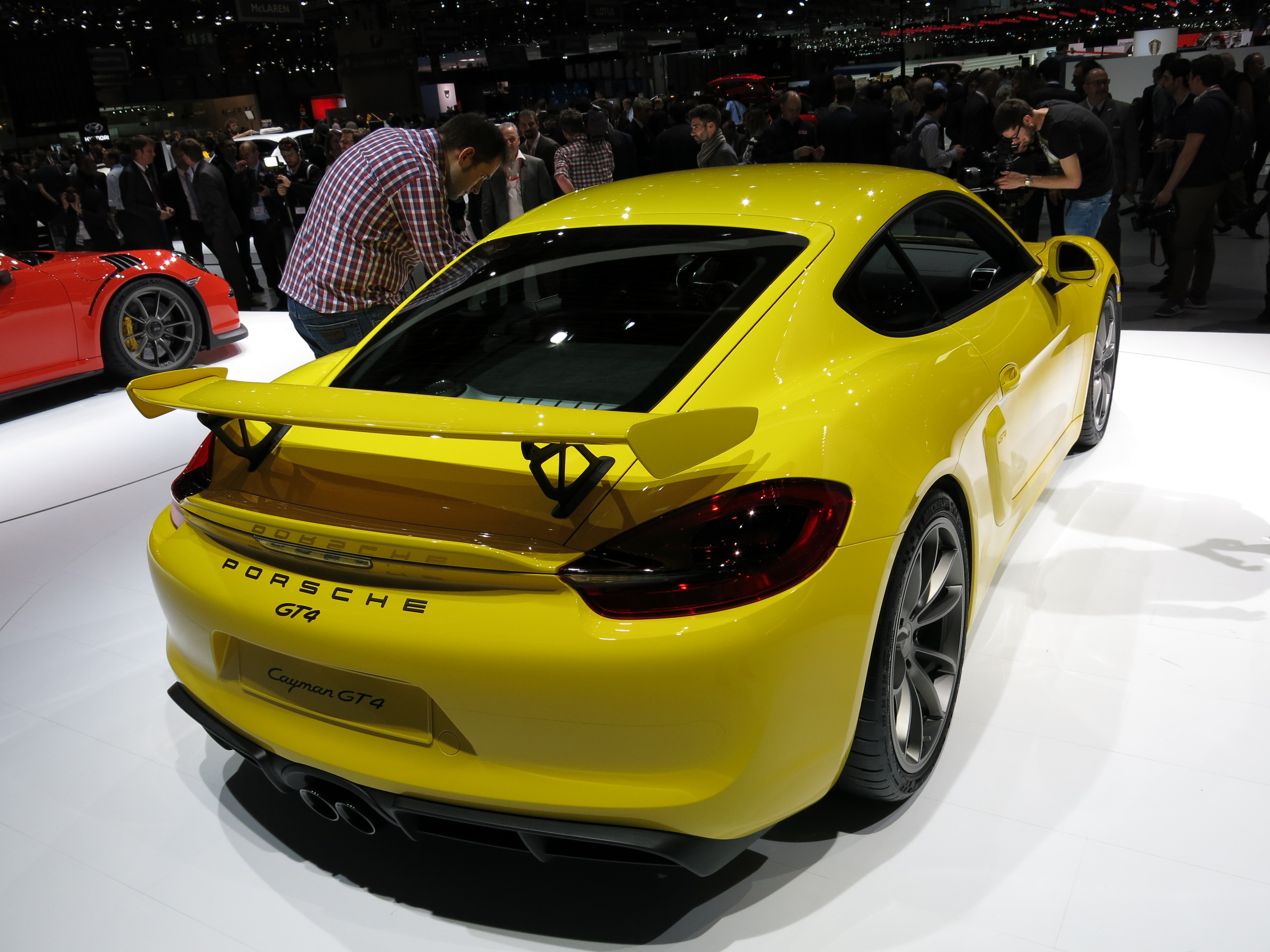
L'arrière de la Cayman GT4 et son aileron fixe.

La Cayman GT4 est la déclinaison la plus sportive de la Cayman, et la première Cayman à disposer d'une appellation en « GTx », habituellement réservée à la 911. Elle a été présentée en mars 2015 au Salon de Genève, et est en vente en France à partir de 88 310 €. À sa sortie, elle est disponible uniquement avec une boîte manuelle à six rapports, mais le constructeur a indiqué que la boîte robotisée PDK serait proposée prochainement. Au niveau du design extérieur et des performances, elle est très proche de sa « cousine » cabriolet, la Boxster Spyder.
Elle dispose d'un moteur six-cylindres à plat de 3,8 L développant 385 ch à 7 400 tr/min et atteignant un régime max de 7 900 tr/min Le couple maximum de 420 N m est disponible de 4 750 à 6 000 tr/min. Avec un poids de 1 340 kg, son rapport poids/puissance est donc de 3,48. Cela lui permet d'accélérer de 0 à 100 km/h en 4,4 s et de 0 à 200 km/h en 14,5 s, et d'atteindre une vitesse maximale de 295 km/h.
Le châssis de la Cayman GT4 est adapté pour une utilisation du véhicule sur circuit. Il est abaissé de 30 mm par rapport aux autres Cayman, et la hauteur de suspension, le carossage, la voie et les stabilisateurs sont réglables indépendamment. 
La GT4 se reconnaît à un bouclier avant spécifique doté de larges entrées d'air et d'une lèvre de spoiler faisant toute la largeur du bouclier. Le flux d'air entrant par l'avant est redirigé vers l'ouïe supérieure située devant le capot de coffre. Un aileron arrière fixe est monté sur des supports en aluminium, et une sortie d'échappements centrale double est encadrée par deux diffuseurs noirs. Elle est montée de série sur des jantes « GT4 » de 20 pouces de couleur platine. 
La consommation mixte est de 10,3 L/100 km et les émissions de CO2 sont de 238 g/km.

#### Cayman GT4 Clubsport

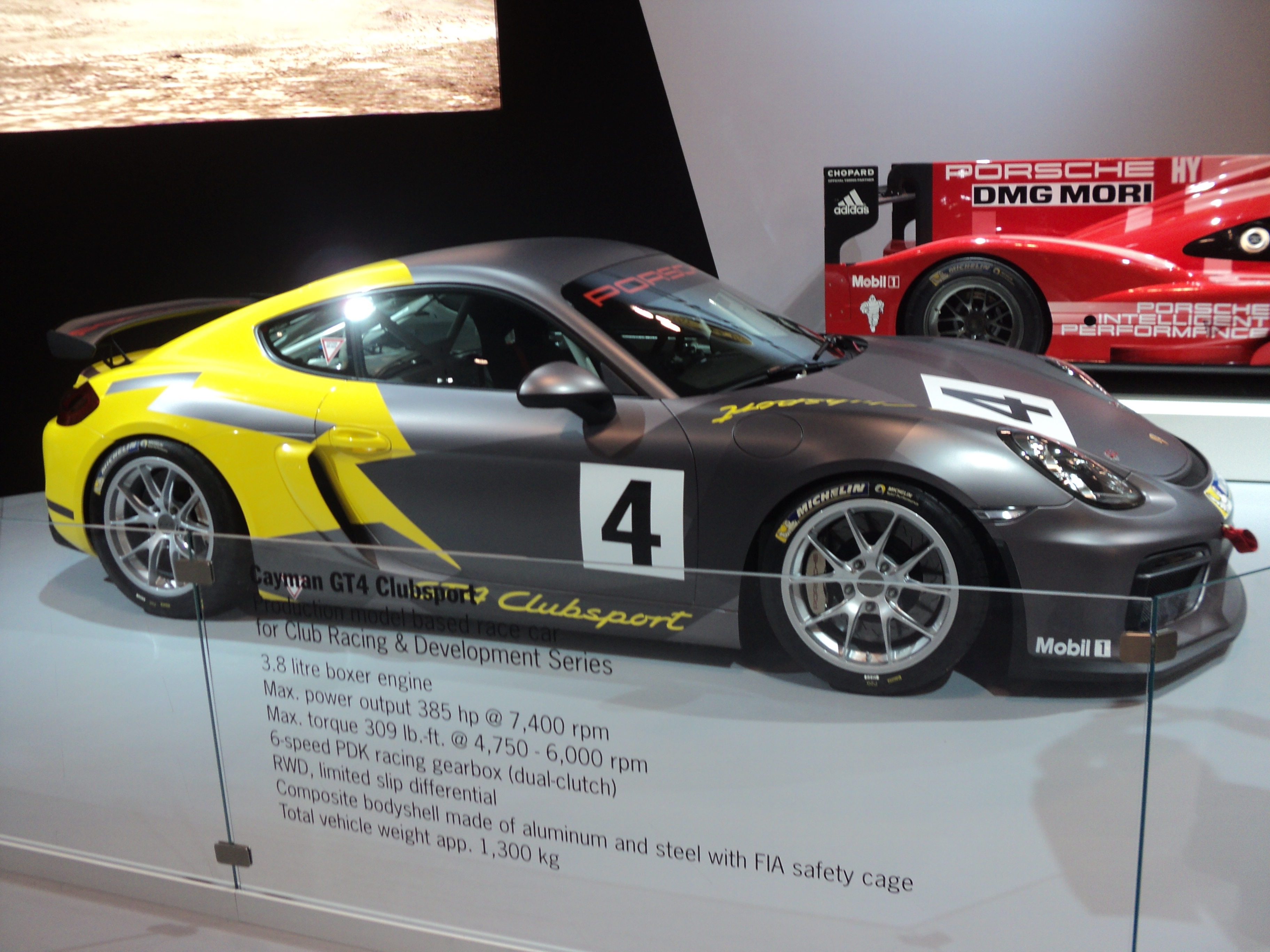

En novembre 2015, lors du Salon de l'automobile de Los Angeles, Porsche dévoile la version compétition de la GT4, nommée Cayman GT4 Clubsport, disponible à partir de janvier 2016. C'est une voiture de course monoplace destinée à la piste uniquement, qui n'est pas homologuée pour la route.
La mécanique est essentiellement la même que celle de la GT4, avec un moteur de 3,8 L de 385 ch. Elle est cependant équipée d'une boîte PDK à six rapports avec palettes au volant, et le freinage est renforcé avec des disques de 380 mm à six pistons à l'avant et quatre pistons à l'arrière. Emprunté à celui de la 911 GT3 Cup, son essieu avant est à jambes de force allégées intégrant les bras de suspension et biellettes de direction. L'essieu arrière à jambes de force renforcées provient de la Cayman GT4, mais utilise des bras de suspension adaptés provenant de la 911 GT3 Cup.
Un allègement est réalisé par rapport à la GT4 standard, la version Clubsport pèse 1 300 kg au lieu de 1 340 kg. Pour cela, l'insonorisation est supprimée, tout comme les moquettes et le siège passager. Un arceau de sécurité permet de rigidifier la caisse, enfin le pilote est installé dans un siège baquet doté d'un harnais de sécurité à 6 points.

### Cayman GX.R
Pour la saison 2013 du championnat d'endurance nord-américain Grand-Am Rolex Sportcar Series, Porsche sort un modèle de Cayman répondant à la réglementation GX du championnat nommée Cayman GX.R. Le moteur est le six cylindres à plats de 3,8 litres de la Carrera GTS. Trois Cayman GX.R débutent aux 24 Heures de Daytona, elles sont engagées notamment par BGB Motorsports et Napleton Racing.

### CaymanBlack Edition
La série spéciale Black Edition est annoncée en octobre 2015, et disponible en France à un tarif de 61 625 €. Elle est basée sur la Cayman de base et non la Cayman S comme sur la génération précédente, et y est identique en termes de motorisation et de performances.
Elle est de couleur uniquement noire, et gagne des équipements de série. Parmi ceux-ci, les phares bi-xénon avec fonction Porsche Dynamic Light System (PDLS) ou encore les jantes Carrera Classic de 20 pouces. À l'intérieur (de couleur noire également), sont présents de série les baguettes de seuil de porte avec inscription « Black Edition », l'écusson Porsche sur les appuie-têtes, le volant SportDesign, les tapis de sol, le régulateur de vitesse, l'assistance parking avant et arrière, le PCM (Porsche Communication Management) avec module de navigation GPS, le pack « Audio Plus ». Au niveau du confort, on trouve les sièges chauffants et la climatisation automatique bi-zones.

### Cayman E-volution

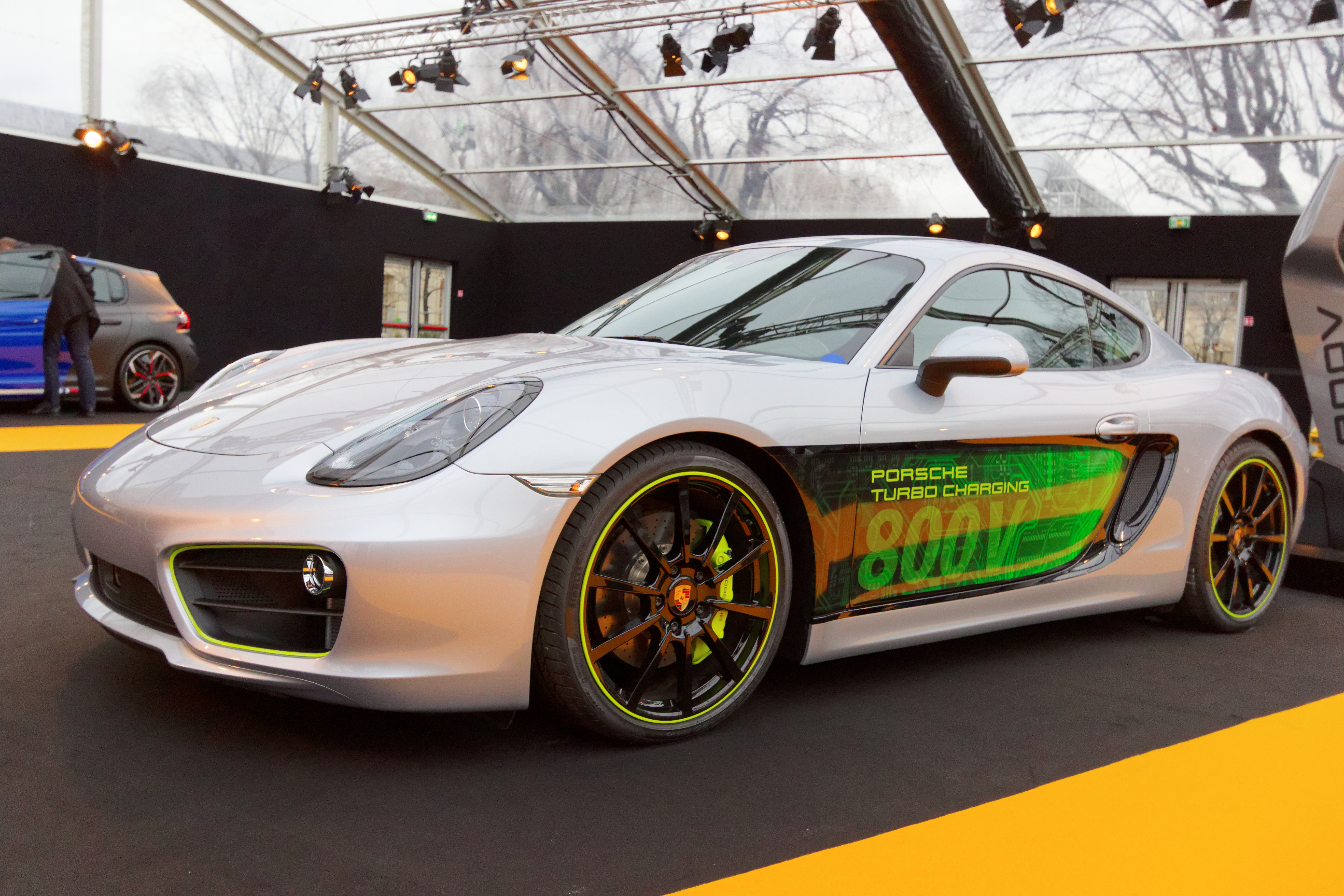
La Cayman E-Volution présentée en première mondiale lors au FIA 2016.

En janvier 2016, au Festival automobile international (FIA) à Paris, Porsche présente un prototype de développement sur la base de la Cayman en version électrique, appelé Cayman E-volution. Ce prototype reprend la solution technique utilisée sur le concept Mission-E présenté en septembre 2015, avec notamment une batterie fonctionnant à une tension de 800 V. Son autonomie est de 500 km et sa puissance de 500 ch en cumulant les deux moteurs électriques, l'un sur l'essieu avant, l'autre sur l'essieu arrière. Après une recharge rapide de 15 minutes, il affiche une autonomie de 360 km.